# Chevalier de Valois
Le chevalier de Valois est un personnage de La Comédie humaine d’Honoré de Balzac. Il est né vers 1759. Pendant la Révolution, il faisait partie du mouvement des chouans. En 1816, au moment du roman La Vieille Fille, il vit en célibataire et sans fortune à Alençon.

« Son principal défaut consistait à raconter une foule d’anecdotes sur le règne de Louis XV et sur les commencements de la Révolution ; et les personnes qui les entendaient la première fois les trouvaient assez bien narrées […] Ce chevalier, alors âgé d’environ cinquante-huit ans, n’en avouait que cinquante, et pouvait se permettre cette innocente tromperie ; car, parmi les avantages dévolus aux gens secs et blonds, il conservait cette taille encore juvénile qui sauve aux hommes aussi bien qu’aux femmes les apparences de la vieillesse. »

Il est un « homme à femmes » — dans l'expression de Balzac —, qui aime bien les grisettes. Il espère épouser Rose Cormon et aurait probablement réussi à l'épouser s'il n'avait pas eu la malchance de se faire dépasser par monsieur du Bousquet. À la suite de cet échec, il vieillit et se délabre très rapidement. Il meurt en 1830 au moment où Charles X arrive dans son exil anglais, donc au même moment que la mort de la monarchie légitime selon Balzac.